# Folkfronten för Palestinas befrielse

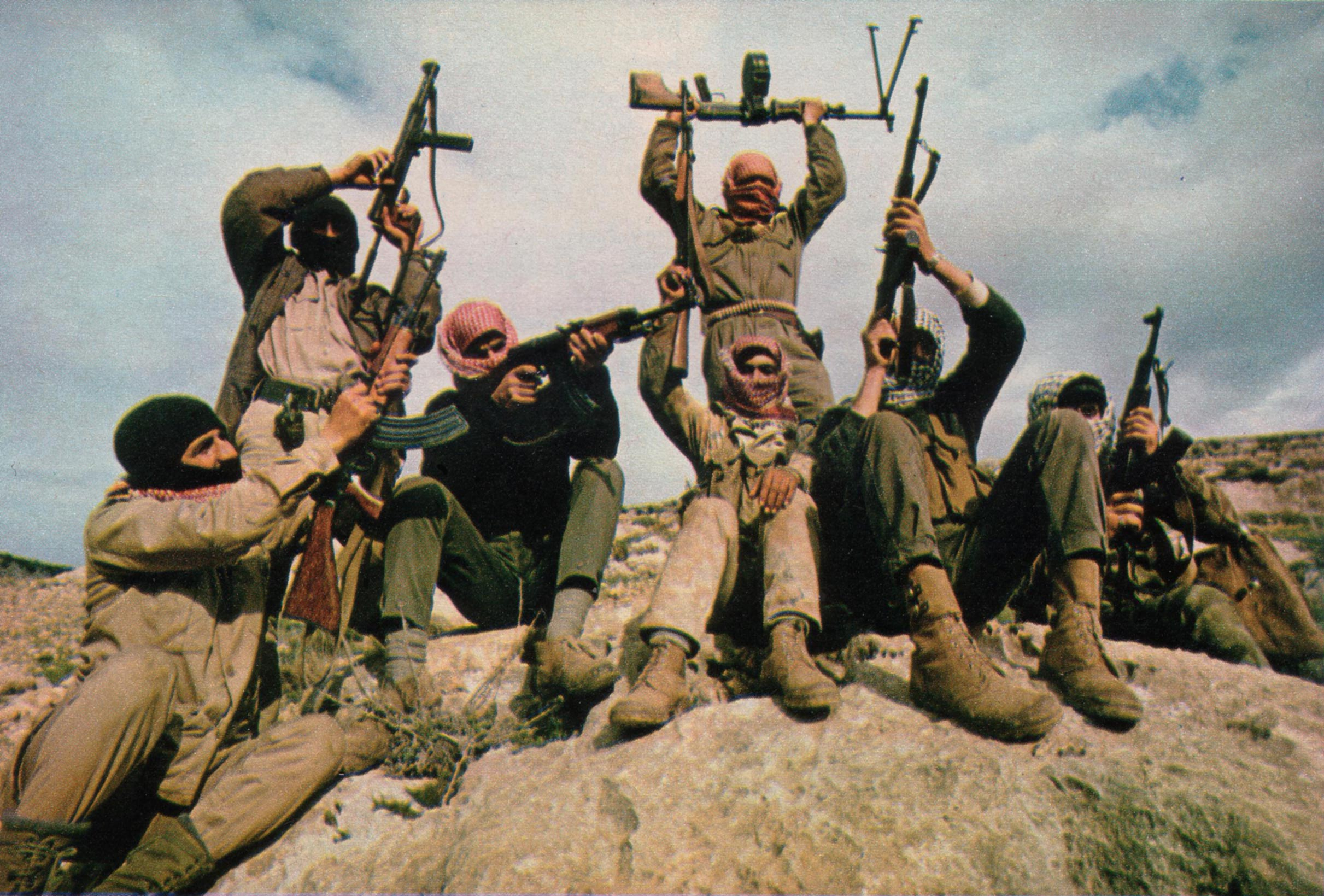
PFLP-patrull i Jordanien 1969.

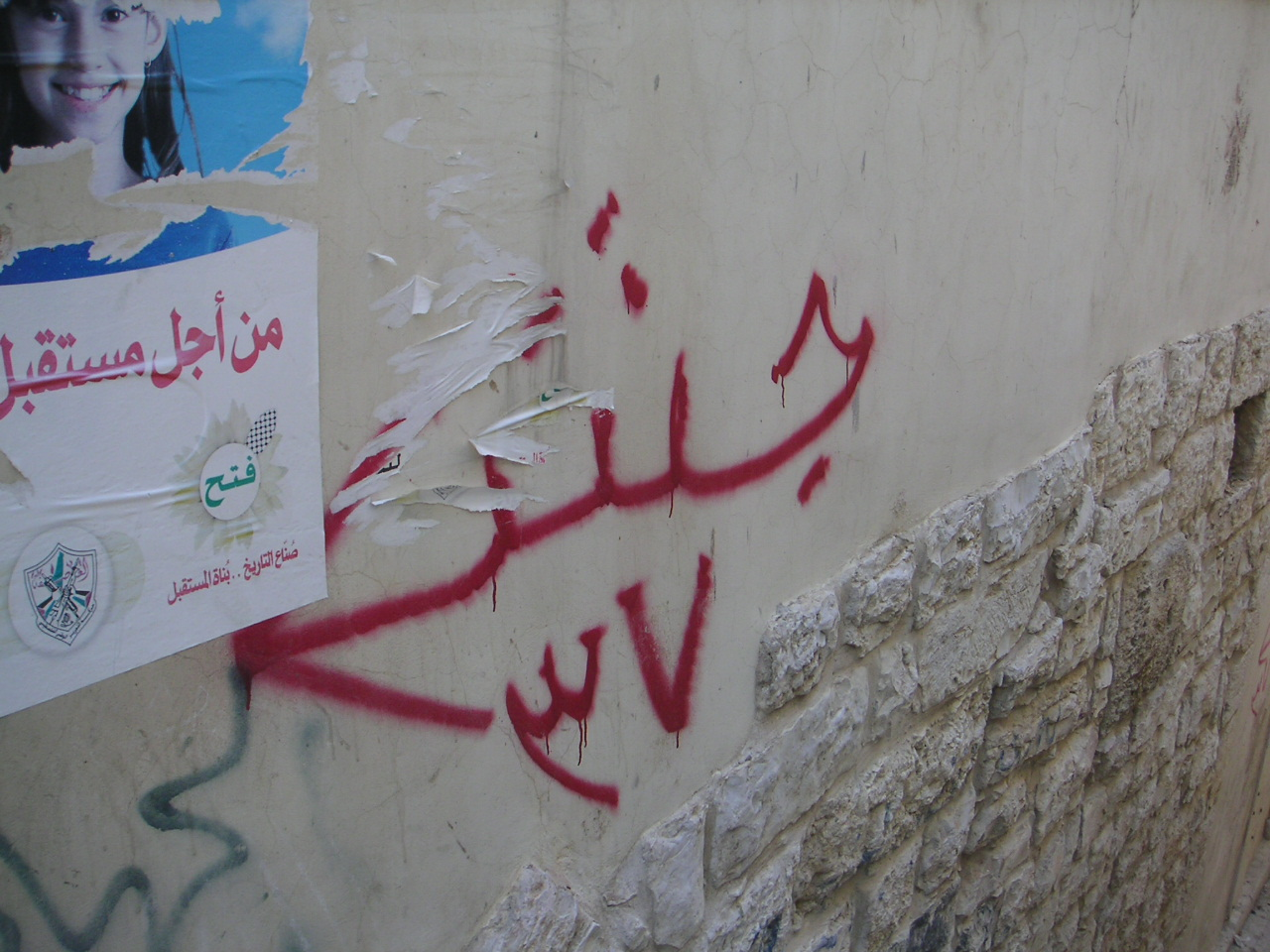
PFLP-graffiti.

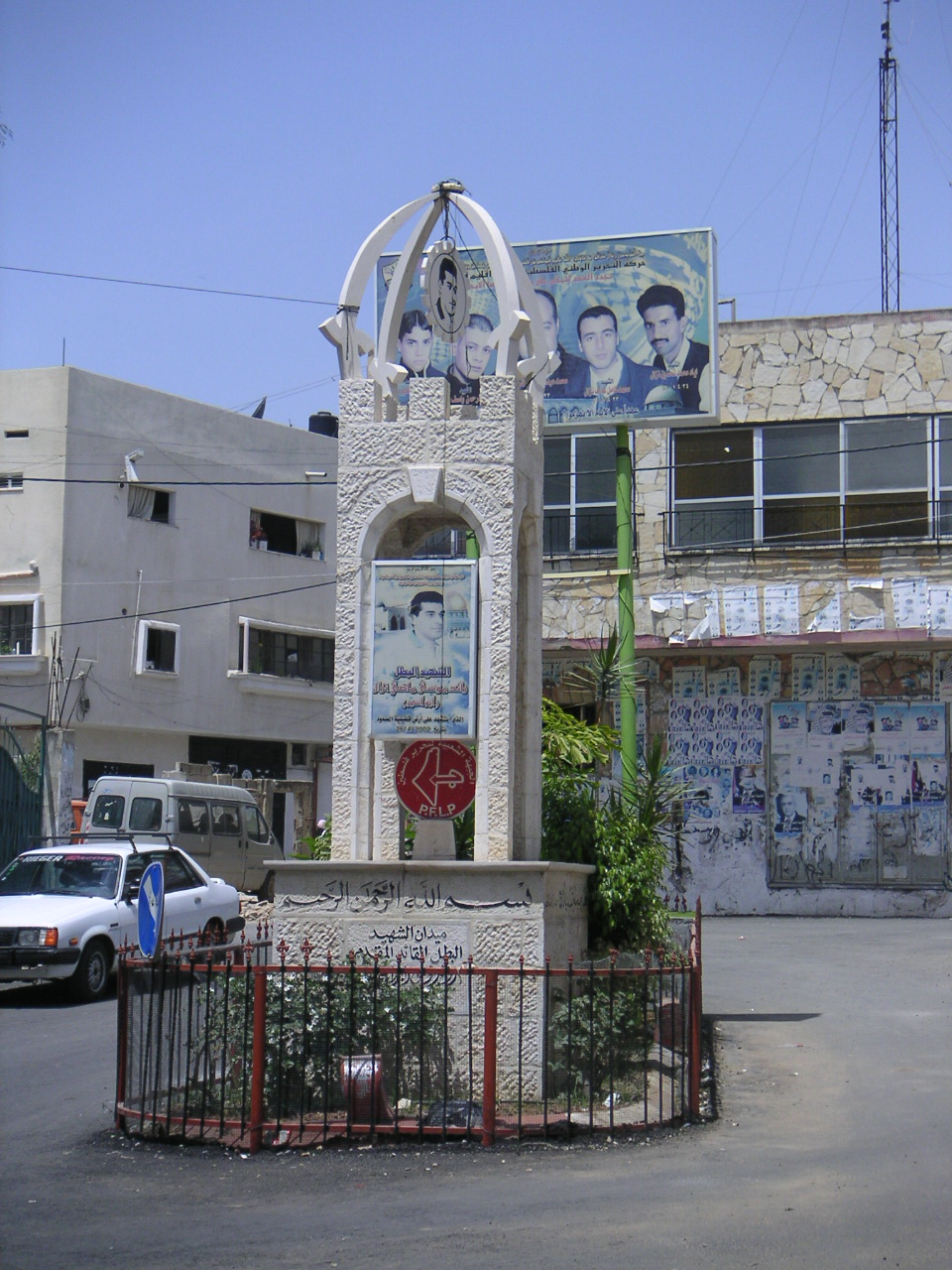
Martyr-monument i Qalqilya, Västbanken.

Folkfronten för Palestinas befrielse, vanligtvis förkortat PFLP (Popular Front for the Liberation of Palestine, arabiska: الجبهة الشعبية لتحرير فلسطين - al-Jabhah al-Sha'abiyah li-Tahrīr Filasṭīn), är en socialistisk, sekulär, arabnationalistisk palestinsk politisk och paramilitär motståndsrörelse, grundad efter Sexdagarskriget 1967. Organisationen är medlem i PLO.
PFLP gjorde sig kända efter en serie spektakulära terror politiska aktioner, som flygkapningar och bombattentat, under slutet av 1960-talet fram till början av 1970-talet. Organisationen har även utfört flera väpnade attacker mot militära israeliska mål och terrorattacker mot civila israeler, under den senaste al-Aqsa-intifadan. PFLP finns uppsatt på såväl EU:s som USA:s lista över terrororganisationer. FN har inte terrorstämplat PFLP.

## Bakgrund
PFLP grundades 1967 ur den tidigare panarabiska gruppen Arabnationalistiska rörelsen (ANM). En av grundarna för ANM var dr George Habash, även känd som al-Hakim, Doktorn. ANM var nasseristiskt, men kom snart att gå mot marxism-leninismen. I samband med sexdagarskriget, 1967, gick ANM:s palestinska avdelning ihop med ett antal andra grupper för att bilda PFLP, med dr Habash som ledare.
År 1969 blev det en splittring mellan PFLP å ena sidan och de som ansåg att PFLP sysslade alltför mycket med politisk teori. De senare skapade utbrytarorganisationen PFLP-GC, där GC står för General Command. Året därpå bröt sig en ny grupp ut ur PFLP, med motiveringen att PFLP sysslade för lite med politisk teori. Den nya gruppen hette först PDFLP, Popular Democratic Front for the Liberation of Palestine, men sedermera försvann P:et, och namnet blev enbart DFLP. PFLP-GC fick stort stöd från Syrien, och hade huvuddelen av sina styrkor i Syrien och Libanon. Stödet i Syrien finns fortfarande kvar, men har sjunkit efter Syriens uttåg ur Libanon år 2005. PFLP-GC spelar fortfarande en viss roll i Libanon, medan stödet är svagt inne i Palestina och i övriga världen. Idag är PFLP-GC i princip en gren av den syriska säkerhetstjänsten.
DFLP är något svagare än PFLP, vilket i sin tur förlorat huvuddelen av sitt stöd under 80-talet, när islamistiska grupper som Hamas lade beslag på den radikala flygeln inom palestinsk politik. I val och opinionsundersökningar får gruppen idag kring fem procent av rösterna, men är möjligen starkare i till exempel Libanons flyktingläger. Både PFLP och DFPL har bildat jordanska underorganisationer som fungerar som politiska partier för palestinier i Jordanien.

## Internationella terrorhandlingar
Under 70-talet utförde PFLP en del internationella terroristhandlingar, speciellt uppmärksammat var deras flygkapningar. Efter Dawson's field-kapningarna fick PFLP utstå mycket kritik, då de, bland andra saker resulterade i Svarta september, då PLO kastades ut ur Jordanien med våld. En militant fraktion under ledning av Wadie Haddad insisterade dock på att fortsätta med terroristattacker även sedan Habash-PFLP tagit avstånd från dem. Under namnet PFLP-EO, External Operations, fortsatte han under några år, men blev slutligen utesluten ur PFLP. Den ökände Carlos, som utbildats av PFLP, agerade vid några tillfällen på Haddads kommando.

## Efter Habash
Habash var ledare till år 2000, då han avsteg och Abu Ali Mustafa tog över som generalsekreterare. Mustafa innehade posten till den 27 augusti 2001, då han avled efter att den israeliska armén avfyrat en missil genom hans kontorsfönster i en FN-skyddad byggnad. Som svar på Israels aktion mot PFLP svarade de med att döda Israels turistminister, Rehavam Zeevi.

## Ahmad Sa'adat
Abu Ali Mustafas efterföljare blev Ahmad Sa'adat. Han blev utsedd till rollen som generalsekreterare bara några dagar innan Zeevi blev dödad. Israel krävde att Sa'adat skulle utlämnas, något som de palestinska myndigheterna till en början vägrade. Det slutade med att de palestinska myndigheterna arresterade Sa'adat och höll honom på Mukataa, högkvarteret för den palestinska regeringen. Israel belägrade Mukataa och efter internationella förhandlingar placerades Sa'adat i ett fängelse i Jeriko. Där skulle han övervakas av brittiska och amerikanska fångvaktare. Avtalet hölls till den 14 mars 2006. Då lämnade de utländska fångvaktarna fängelset och den israeliska armén tog Sa'adat tillfånga.

## Lista över terrorhandlingar
Nedan är en ofullständig lista över terrorhandlingar utförda av PFLP.

### Tidigare attacker
- 23 juli 1968: Kapningen av en El Al-flygning från Rom till Lod, Israel. PFLP hade fått felaktig information om att Yitzhak Rabin, dåvarande israelisk ambassadör i USA, fanns med ombord. Planet omdirigerades till Algeriets huvudstad Alger, där 21 passagerare och 11 besättningsmän hölls gisslan under 39 dagar; fram till den 31 augusti.
- 26 december 1968: En civil passagerare skjuts till döds och två skadas när beväpnade PFLP-män öppnar eld ombord på en El Al-flygning som är på väg att lyfta från Atens flygplats med destination New York.
- 20 februari 1969: Bombningen av en stormarknad i Jerusalem. Två civila israeler dödas och tjugo skadas.
- 29 augusti 1969: Kapningen av en TWA-flygning från Los Angeles, USA, till Damaskus, Syrien. Kapningen utfördes av en PFLP-cell under ledning av Leila Khaled. Två civila israeler hålls som gisslan under 44 dagar.
- 9 september 1969: Tre vuxna palestinier och tre pojkar, fjorton respektive femton år gamla, utför på samma dag koordinerade granatattacker mot Israels ambassader i Haag och Bonn, samt mot El Als kontor i Bryssel. Inga personer skadas vid attentaten.
- 10 februari 1970: Attack mot en flygbuss med El Al-passagerare på Münchens flygplats. En passagerare dödas och elva skadas.
- 21 februari 1970: Bombningen av Swissair Flight 330 på väg mot Israel. 47 personer dödas.
- 6 september 1970: Kapningar av fyra passagerarflygplan tillhörande flygbolagen Pan Am, TWA och Swissair, på väg från Bryssel, Frankfurt och Zürich och alla med destination mot New York. Den 9 september kapas även ett flygplan tillhörande BOAC på väg från Bombay till Rom. Pan Am-planet omdirigeras till Kairo, Egypten. TWA-, Swissair- och BOAC-planen omdirigeras till Dawson's Field-flygplatsen i az-Zarqa, Jordanien, där de sprängs utan passagerare av attentatsmännen den 12 september. Se vidare Flygkapardramat i Jordanien 1970.

### Attacker utförda under al-Aqsa-intifadan
Attacker utförda av PFLP:s väpnade gren Abu Ali Mustafa-brigaden under al-Aqsa-intifadan:
- Ihjälskutningen på Meir Lixenberg, säkerhetsansvarig i fyra bosättningar på Västbanken och tillika rådsman, dödas under en bilfärd på Västbanken den 27 augusti 2001. Denna attack var en vedergällning för dödandet av Abu Ali Mustafa tidigare under dagen. [2]
- Dödsskjutningen på den israeliska turistministern Rehavam Zeevi den 21 oktober 2001 (den ende israeliske politikern som dödats under al-Aqsa-intifadan). Läs mer om det på sektionerna Efter Habash och Ahmad Sa'adat.
- Självmordsbombningen i en pizzeria i den israeliska bosättningen Karnei Shomron, den 16 februari 2002. Tre civila israeler dödas.[2]
- Självmordsbombningen vid en marknad i Netanya, Israel, den 19 maj 2002, som dödade tre civila israeler. Även Hamas tog på sig ansvaret för attacken.[2]